# Curso de água

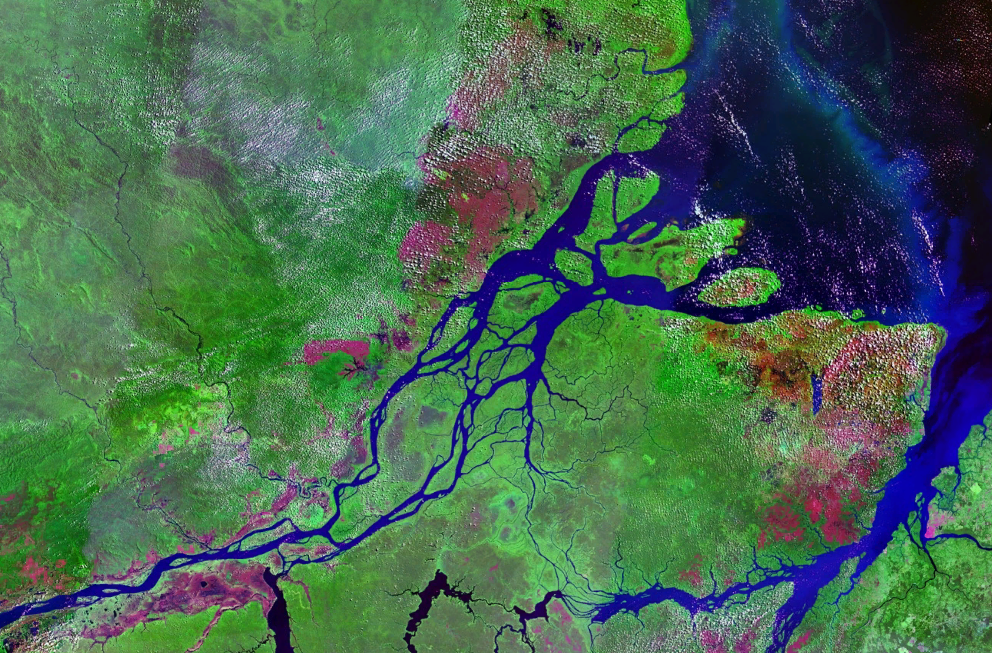
Imagem de satélite da foz do rio Amazonas

Um curso de água, curso-d'água ou fluxo de água é qualquer corpo de água fluente, como rios, córregos, riachos, regatos, ribeiros, ribeirões, dentre outros.
Os rios e riachos são responsáveis por uma pequena parcela da porção total da água mundial. Apesar de ser um valor baixo em relação aos outros índices, esse valor é de suma importância e de grande proporção por conter a água doce que pode ser destinada ao uso humano. Em decorrência desse valor, esses recursos são extremamente manuseados pelo homem a fim de satisfazer as suas necessidades, e isso gera diversos impactos que podem ser decisivos para a morte do curso-d’água.
Os rios e riachos apresentam algumas características como: forma linear, fluxo unidirecional, vazão oscilante e leitos instáveis. Eles estão altamente conectados com o ambiente terrestre ao seu redor, portanto é imprescindível que ocorra a compreensão de todos esses fatores para que se entenda a sua dinâmica.

## Partes constituintes

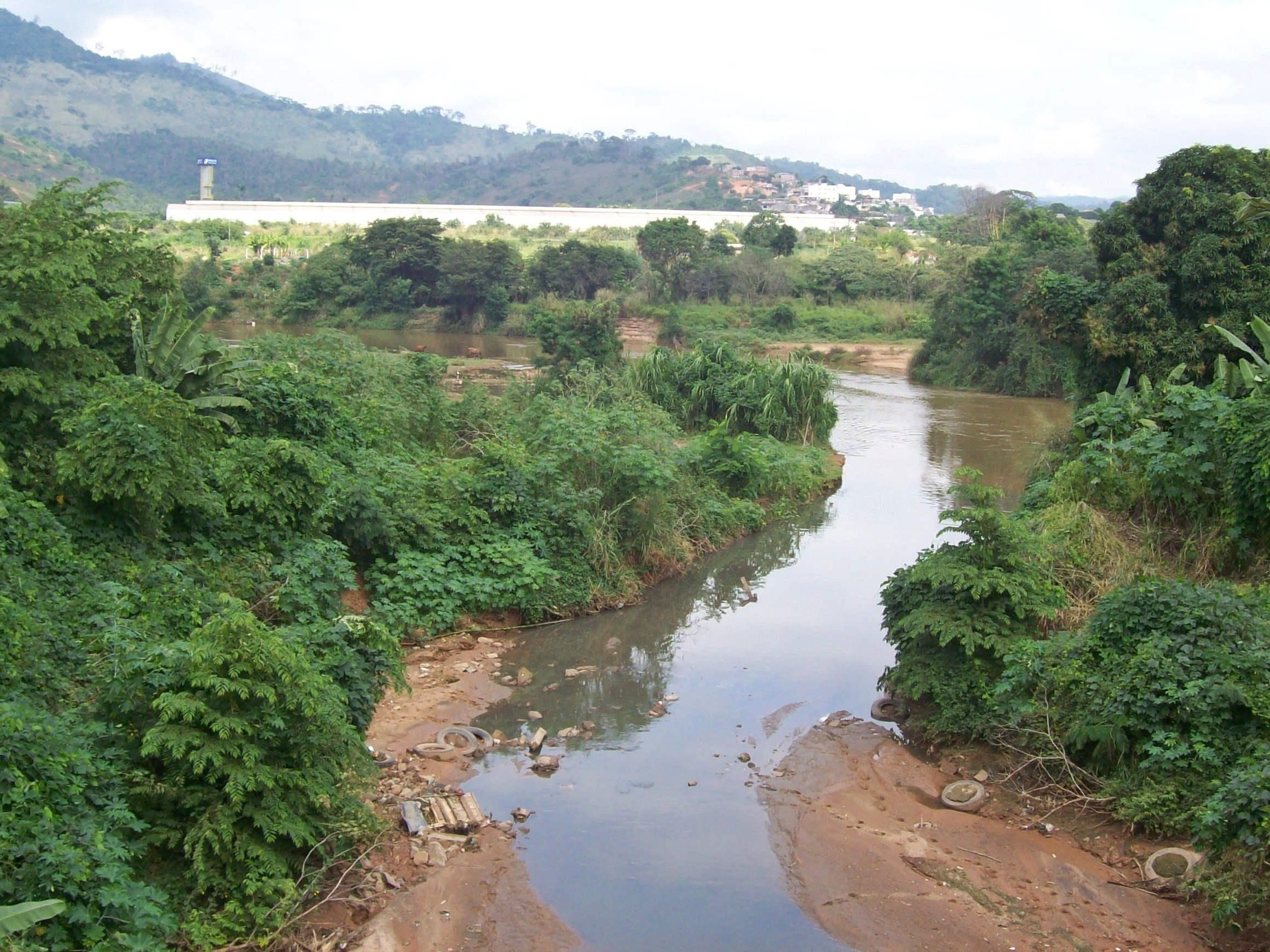
Ribeirão Caladinho próximo à sua foz, em Coronel Fabriciano, Brasil

Enciclopedicamente, um rio designa um curso de água, permanente ou temporário, navegável ou não, procedendo de uma fonte única ou formado pela reunião de regatos ou correntes de água de menor volume e que desagua noutro curso de água, num lago ou no mar.
O lugar onde o rio começa a correr chama-se nascente. Aquele onde desagua chama-se foz. As águas seguem o seu declive segundo o seu talvegue, de montante (lado onde nasce) para jusante (o lado onde termina), entre as duas margens: direita e esquerda, conforme o colar que ocupam, em relação a um observador voltado para jusante. O leito do rio é o terreno por onde ele corre. Em geral, no lugar próximo da foz o leito do rio alarga-se para formar um estuário. Quando o rio desagua no mar por várias aberturas, o espaço compreendido entre os braços extremos chama-se delta que é em geral muito fértil.
Nos cursos de água também se fala do caudal — ex: caudal médio de 40,3 m³/s) — do comprimento e de afluente.

## Tipos

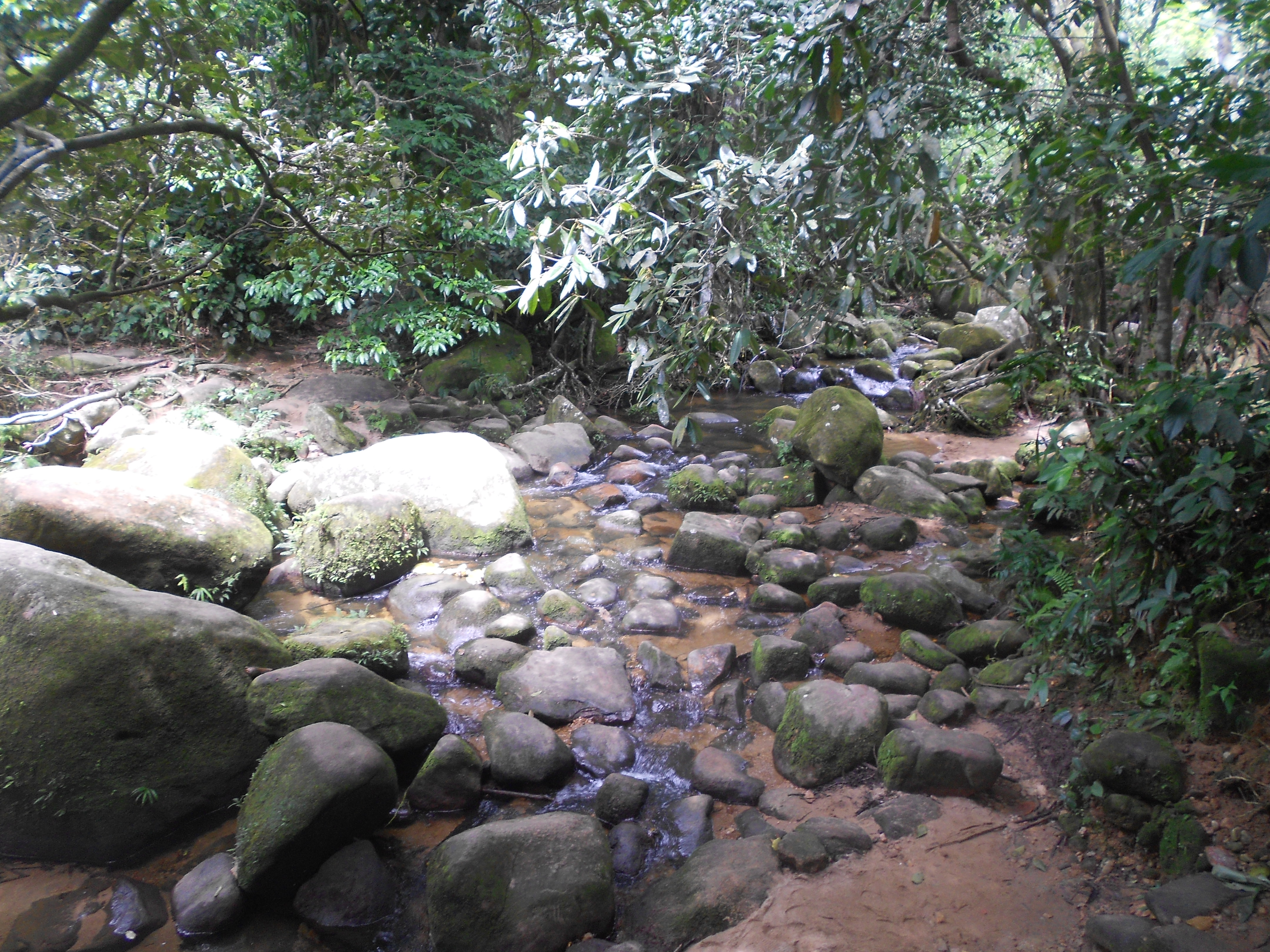
Riacho em Vila de Trindade, em Paraty, no Rio de Janeiro, Brasil

### Cursos-d'água principais
Os cursos-d'água principais são corpos hídricos que desaguam em outro corpo hídrico como um mar, lago ou outro rio.
São classificados como cursos-d'água principais os rios principais e seus afluentes.

### Cursos-d'água secundários
Existem diversas denominações para os diferentes cursos-d'água. No Brasil, o que chamamos comumente de rio pode receber nomes distintos de acordo com a região do país, o fluxo de água e o local onde deságua. Entretanto, essas diversas denominações não obedecem a um critério científico ou oficial.
Os cursos-d'água secundários são aqueles com menor vazão de água que os rios:
- Ribeiro, ribeira ou ribeirão[4] — curso de água, menor do que um rio, que desemboca no oceano ou em outro curso. Faz parte dos ambientes de água doce. No Brasil, o termo "ribeirão" é levado em consideração pelo Instituto Brasileiro de Geografia e Estatística (IBGE) para mapeamentos,[5] sendo encontrado em 18 das 27 unidades federativas do país.[6] Na maior parte dos casos, diferencia-se de um córrego pois este tem menor porte.[5]
- Riacho (do castelhano riacho) — curso de água maior do que um regato e menor do que uma ribeira.[7] Ex: Riacho do Ipiranga. Também pode ser denominado arroio, termo regional usado na região sul do Brasil. Ex: Arroio Chuí.
- Córrego — corpo-d'água de pequeno porte menor que um riacho que desagua no mar ou num corpo hídrico.
- Torrente — curso de água especial, pois é caracterizado pela sua impetuosidade e desnível. Ex: rio Arve.